# Эбель, Иоганн Готфрид

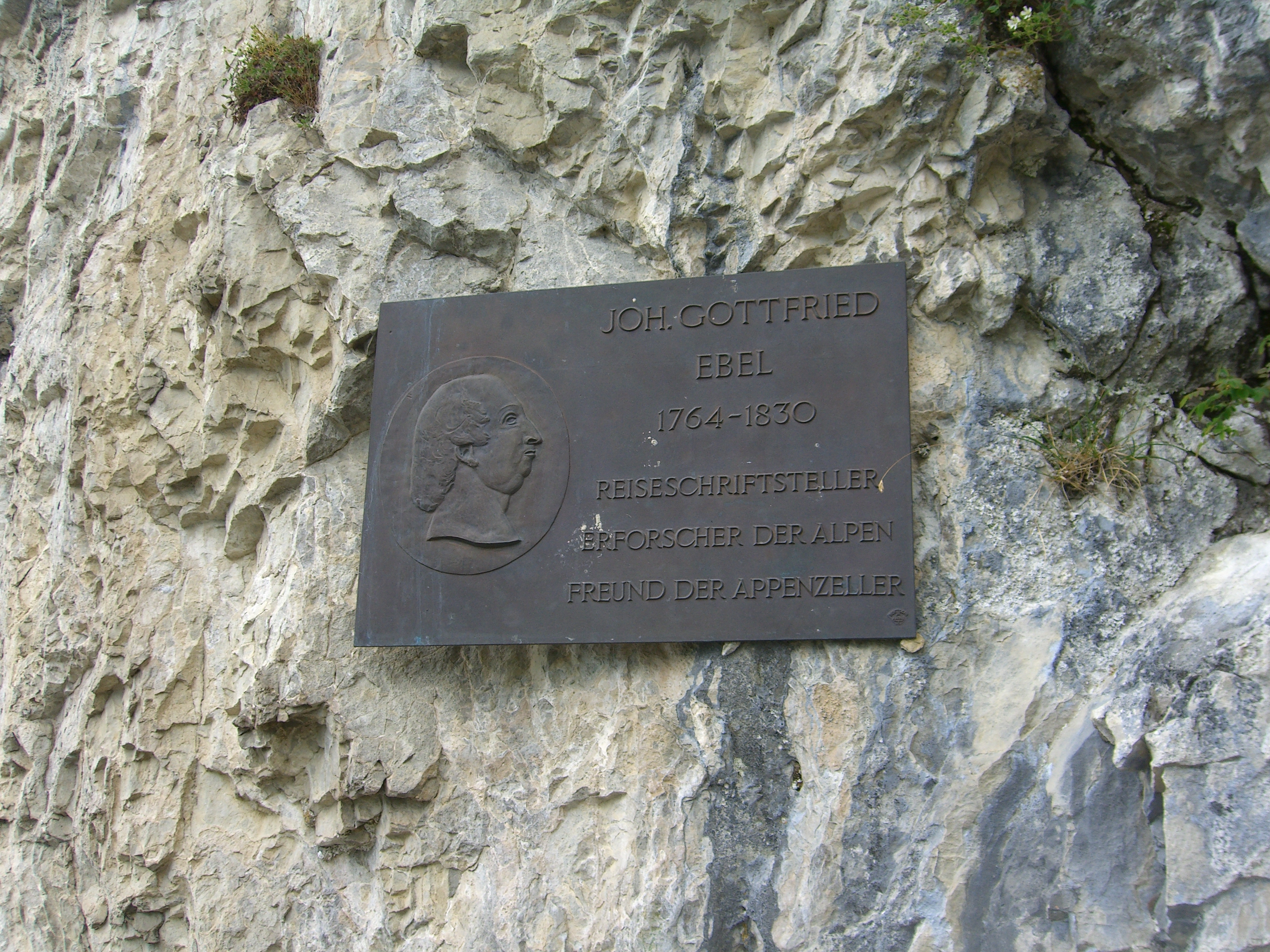
Мемориальная табличка Иоганну Готфриду Эбелю в Эбенальпе, Аппенцелль, Швейцария

Иоганн Готфрид Эбель (6 октября 1764 года – 8 октября 1830 года) – автор первого настоящего путеводителя по Швейцарии.

## Биография
Родился в Цуллихау, Пруссия. Он стал врачом, впервые посетил Швейцарию в 1790 году и был настолько очарован ею, что три года изучал страну и собирал всю информацию, относящуюся к ней. Результатом стала его публикация (Цюрих, 1793) Anleitung, auf die nützlichste und genussvollste Art in der Schweitz zu reisen (2 тома), в которой он дал полный отчёт о стране, разделы общей информации следуют в алфавитном порядке по списку мест, с описаниями. Он сразу же заменил все другие подобные произведения и был лучшим швейцарским путеводителем до появления Мюррея (1838).
Работа Эбеля была особенно сильна в геологическом и историческом плане. Второе (1804-1805) и третье (1809-1810) издания составили четыре тома, но следующее (восьмое, появившееся в 1843 году) было в одном томе. Работа была переведена на французский язык в 1795 году (много переиздавалась) и на английский (в 1818 году).
Эбель также опубликовал работу (2 тома, Лейпциг, 1798, 1802) под названием «Schilderungen der Gebirgsvölker der Schweiz», которая в основном касается пасторальных кантонов Гларус и Аппенцелль. В 1801 году он был натурализован гражданином Швейцарии и поселился в Цюрихе. В 1808 году Эбель опубликовал свою основную геологическую работу: Über den Bau der Erde im Alpengebirge (Цюрих, 2 тома). Он принимал активное участие в продвижении всего, что может сделать страну, принявшую его, более известной. С 1810 года жил в Цюрихе вместе с семьёй его друга Конрада Эшера фон дер Линта (1767-1823), знаменитого инженера. Под покровительством Эбеля с юных лет находился известный швейцарский скульптор Генрих Макс Имгоф.